# Max Kolter
Max Kolter (* 16. Januar 1900 in Luttom, Westpreußen; † 27. Dezember 1945 in Jena) war ein Thüringer Politiker (Zentrum, CDU) und 1945 kurzzeitig 3. Vizepräsident der Thüringer Landesverwaltung sowie der erste thüringische CDU-Landesvorsitzende.

## Leben
Kolter wurde als Max Serowicki geboren. Nach 1933 nahm er den Geburtsnamen Kolter seiner Mutter an. Nachdem er 1922 in Heiligenstadt das Abitur abgelegt hatte, verdiente sich Kolter den Lebensunterhalt als Bergmann und Fabrikarbeiter, um sein Studium zu finanzieren. Er studierte Rechtswissenschaften in Göttingen, Halle und Münster. Während dieser Zeit schloss er sich den christlichen Gewerkschaften an und trat 1926 in die Zentrumspartei ein. Erst 1938 beendete Kolter in Halle sein Studium als Diplom-Volkswirt. Danach war er in verschiedenen beruflichen Stellungen tätig, so beim Reichskommissar für Preisbildung in Berlin, bei der Preisüberwachungstelle der Regierung in Posen und bei der Preistelle des Thüringer Wirtschaftsministeriums in Weimar. In dieser Zeit wurde er 1944 mit der Dissertation „Die klassische Lohntheorie und die Lohngestaltung in der staatlich sozial geordneten Wirtschaft“ zum Dr. rer. pol. promoviert.
Das Kriegsende erlebte Kolter in Weimar. Schon am 26. April 1945 wurde er in den politischen Beirat des kommissarischen Weimarer Oberbürgermeisters berufen, dem aufgrund einer Verfügung der US-Armee vom 19. April 1945 die Reichs- und Landesbehörden in Thüringen unterstanden. Nachdem Hermann Brill am 7. Mai 1945 mit der Wahrnehmung der Geschäfte des thüringischen Staatsministeriums (Landesregierung) betraut worden war, berief er Kolter am 19. Mai 1945 zum kommissarischen Leiter des bisherigen Thüringer Wirtschaftsministeriums. Am 21. Juni 1945 berief Brill in seiner nunmehrigen Funktion als Regierungspräsident für die Provinz Thüringen Kolter als Regierungsdirektor des neuen Landesamtes für Land- und Forstwirtschaft in der ersten thüringischen Nachkriegsregierung.
Nach dem Besatzungswechsel setzte die Sowjetische Militäradministration in Thüringen (SMATh) am 16. Juli 1945 eine neue Landesverwaltung ein, die unter der Leitung von Rudolf Paul stand. Kolter wurde 3. Vizepräsident und übernahm wiederum das Landesamt für Land- und Forstwirtschaft. Als christlicher Gewerkschafter und ehemaliges Zentrumsmitglied repräsentierte er dabei das zukünftige christliche Parteienspektrum, neben Ernst Busse (KPD) und Georg Appell (SPD) als weitere Vizepräsidenten. Die Thüringer CDU gründete sich erst am 22. Juli 1945 in Weimar. Kolter wurde auf dieser Gründungsversammlung zum ersten Landesvorsitzenden gewählt.
Am 5. November 1945 wurde Kolter auf Befehl des Chefs der SMATh, Generaloberst Tschuikow, aus der Regierung entlassen. Offiziell wurde die Entlassung mit mangelnder Aufsicht seiner Behörde, einem Mitarbeiterstab, der zu 96 % aus „Nazi-Elementen“ bestand, und Sabotage begründet. Gleichzeitig war Kolter jedoch zu diesem Zeitpunkt auch gesundheitlich angeschlagen. Dies führte dazu, dass er in die Jenaer Universitätsklinik eingeliefert wurde, wo er bis zu seinem Tode unter sowjetischer Bewachung stand und am 27. Dezember 1945 starb.